# Dominik Pförringer
Dominik Pförringer (* 12. März 1980 in München) ist ein deutscher Orthopäde und Unfallchirurg, Hochschuldozent und Autor.

## Leben
Alexander Dominik Urs Pförringer entstammt einer altbayerischen Familie von Ärzten, die seit acht Generationen Mediziner diverser Fachrichtungen hervorbringt. Im Jahr 1998 schloss er seine Schullaufbahn an der Stevenson School in Kalifornien ab. Anschließend studierte er Humanmedizin an der Universität Regensburg und promovierte 2006 an der LMU München zum Thema „Jet-Lavage und Zementpenetration: der Einfluß der pulsatilen Jet-Lavage auf die Zementeindringtiefe in den spongiösen Knochen“. Im Jahr 2009 absolvierte er seinen MBA an der INSEAD in Fontainebleau. Im Jahr 2010 war er Young Leader der Atlantik-Brücke.
Im Jahr 2016 wurde er Facharzt für Orthopädie und Unfallchirurgie. Im Jahr 2018 habilitierte er sich auf dem Gebiet der Unfallchirurgie zum Thema „Ökonomische Faktoren im Gesundheitswesen – Infektionsmetaphylaxe und Möglichkeiten zur patientenzentrierten Prozessoptimierung und Ressourcenschonung“. Im Jahr 2017 begründete er zusammen mit Dominik Böhler den Digital Health Summit, DHS, den er seitdem alljährlich im November in München zusammen mit Daniel Rückert und Jörg Traub sowie Dominik Böhler ausrichtet. 
Seit dem Jahr 2019 steht er zusammen mit David A. Back der AG Digitalisierung der DGOU, der Deutschen Gesellschaft für Orthopädie und Unfallchirurgie, vor. Seit 2022 ist er Herausgeber der Springer Fachzeitschrift „Die Unfallchirurgie“ für das Fachgebiet Digitalisierung. Pförringer befasst sich wissenschaftlich mit Fragen zur Knochenheilung, Osteointegration, Infektprophylaxe sowie zu ökonomischen Aspekten der Medizin, zur digitalen Prozessoptimierung und zur Akzeptanz von digitaler Medizin. Digitale Assistenz in der Medizin ist ein Kernpunkt seiner Analysen. Die Ergebnisse seiner wissenschaftlichen Forschung fanden Eingang in mehr als 50 Veröffentlichungen.
Pförringer schrieb im Jahr 2023 zusammen mit Jürgen Großmann und Franca Bauernfeind, mit einem Vorwort von Harald Schmidt, das Buch „Aus der Zeit gefallen“, welches im Langen Müller Verlag erschienen ist.
Er ist zudem akademischer Direktor des TUM Venture Lab Healthcare als medizinischer Satellit der UnternehmerTUM am Klinikum rechts der Isar der TU München. Weiterhin engagiert sich der Arzt passioniert für das Thema Organspende sowie für die Deutsche Stiftung Kinderdermatologie, DSK.
Pförringer behandelt in seiner Praxis in München schwerpunktmäßig konservative Erkrankungen des Bewegungs- und Stützapparates mit einem Fokus auf die Therapie der Arthrose, von Sportverletzungen und Rückenschmerzen.
Ein Forschungsschwerpunkt von Pförringer liegt im Bereich der Reduktion von Dokumentations- und Bürokratieaufgaben durch den Einsatz von NLP und KI. Zusammen mit Rainer Kolisch, Chair of Operations Management, forscht er im Bereich der Prozessoptimierung im Krankenhaus.

## Mitgliedschaften
- DVOST, Deutsche Vereinigung für Orthopädie und Sporttraumatologie
- Atlantikbrücke
- Berufsverband für Orthopädie und Unfallchirurgie, BVOU
- United Europe e.V.

## Publikationen (Auswahl)
- Jet-Lavage und Zementpenetration: der Einfluß der pulsatilen Jet-Lavage auf die Zementeindringtiefe in den spongiösen Knochen. München 2006, DNB 981894739 (uni-muenchen.de [PDF; 2,4 MB] Dissertation, Univ. München).
- Geschichten und Gedanken aus dem Bräustüberl: aus der Kolumne der Bräustüberl-Zeitung „Weißblaue Leidenschaften“. Hey! Publishing, München 2014, ISBN 978-3-95607-021-1.
- Ökonomische Faktoren im Gesundheitswesen : Infektionsmetaphylaxe und Möglichkeiten zur patientenzentrierten Prozessoptimierung und Ressourcenschonung. München 2018, DNB 1165681390 (Habilitationsschrift, Technische Universität München).